# 日域籃球隊
日域籃球隊（Yat Wik Basketball Team），是香港的一支籃球隊，現時為香港籃球聯賽甲二組參賽球隊。2010年贏得香港籃球聯賽甲二組冠軍，於2011年首次升上甲一組作賽。教練是前香港籃球代表隊射手翁金驊。

## 球隊歷史
日域於1999年及2000年，連續兩屆奪得香港籃球銀牌賽男子初級組冠軍。
2010年6月29日，於修頓室內場舉行的甲二組決賽，日域在積信（Jackson Albert Isaiah）與湯馬士（Boswell Jeremiah Thomas）兩名外援助陣下，以84－61大勝旭暉，贏得甲二組冠軍，於2011年首次升上甲一組作賽。同年並奪得香港籃球銀牌賽男子中級組冠軍，成為「雙料冠軍」。
日域取得升班資格後，邀請到前香港籃球代表隊射手翁金驊擔任教練，以中華基督教會桂華山中學前校隊成員楊文綱等為班底，並從已剛班的愉園，羅致陳榮偉、蔡志浩等具甲一組經驗球員增強實力。
2011年3月1日舉行的香港籃球銀牌賽男子高級組初賽，日域以65－85負給飛鷹，落入負方作賽。3月11日負方賽事再以56－73不敵安青，被淘汰出局。
限於實力較弱，日域於甲一組聯賽展開後，接連不敵永倫、超敏與飛鷹，到了2011年4月29日對南華，被倒戈的中鋒留棟梁攻入全場最高的19分下，以61－81大比數落敗。

## 球隊榮譽
- 香港籃球聯賽甲二組冠軍 一次(2010年)
- 香港籃球銀牌賽男子中級組冠軍 一次(2010年)
- 香港籃球銀牌賽男子初級組冠軍 兩次(1999、2000年)

## 管理層及職員名單
- 會長：
- 主席：
- 主教練：
- 助教：

## 著名球員
留棟梁、楊文綱

## 外部連結
- 香港籃球總會網頁 （页面存档备份，存于）